# Сафен (язык)
Сафен — язык народа сафен. Относится к северной группе атлантических языков. Распространён в Сенегале (около 200 тыс. носителей), преимущественно в области Тиес.
Используется письменность как на основе арабского письма, так и латинского алфавита. Действующий вариант латинского алфавита и орфографии на его основе для сафен утверждён властями Сенегала в 2005 году.
Алфавит: A a, B b, Ɓ ɓ, C c, D d, Ɗ ɗ, E e, F f, G g, H h, I i, J j, K k, L l, M m, N n, Ñ ñ, Ŋ ŋ, O o, P p, R r, S s, T t, U u, W w, Y y, Ƴ ƴ, ’.